# Пам'ятки археології Літинського району
У Літинському районі Вінницької області під обліком перебуває 28 пам'яток археології.
| №   | Охоронний № | Найменування пам’ятки              | Пам'яток у комплексі | Адреса           | Дата (епоха)                    | Дата відкриття або виявлення | Автори (дослід.)        | Рішення про взяття під охорону |
| --- | ----------- | ---------------------------------- | -------------------- | ---------------- | ------------------------------- | ---------------------------- | ----------------------- | ------------------------------ |
| 1.  | 26          | Поселення трипільської культури    |                      | с. Білозірка     | ІІІ тис. до н.е.                | 1987 р.                      | к. і. н.П.І. Хавлюк     | №11320.05.1988 р.              |
| 2.  | 27          | Поселення трипільської культури    |                      | с. Бірків        | ІІІ тис. до н.е.                | 1987 р.                      | к. і. н. П. І. Хавлюк   | №11320.05.1988 р.              |
| 3.  | 28          | Поселення білогрудівської культури |                      | с. Бірків        | XII-X ст. ст. до н.е.           | 1986 р.                      | к. і. н. П. І. Хавлюк   | №11320.05.1988 р.              |
| 4.  | 492         | Слов’янське городище               |                      | с. Городище      | X-XI ст. ст. н.е.               | 1969 р.                      | к. і. н. П. І. Хавлюк   | №31310.06.1971 р.              |
| 5.  | 128         | Поселення черняхівської культури   |                      | с. Дашківці      | ІІ-IV ст. ст. н.е.              | 1982 р.                      | к. і. н. П. І. Хавлюк   | № 7520.02.1985 р.              |
| 6.  | 129         | Поселення черняхівської культури   |                      | с. Дашківці      | ІІ-IV ст. ст. н.е.              | 1982 р.                      | к. і. н. П. І. Хавлюк   | № 7520.02.1985 р.              |
| 7.  | 376         | Поселення трипільської культури    |                      | с. Дяківці       | ІІІ тис. до н.е.                | 1976 р.                      | к. і. н.П.І. Хавлюк     | № 9617.02.1983 р.              |
| 8.  | 377         | Поселення черняхівської культури   |                      | с. Дяківці       | ІІ-IV ст. ст. н.е.              | 1967 р.                      | к. і. н. П. І. Хавлюк   | № 9617.02.1983 р.              |
| 9.  | 130         | Зарубинецьке поселення             |                      | с. Журавне       | ІІ ст. до н.е., І ст. н.е.      | 1982 р.                      | к. і. н. П. І. Хавлюк   | № 7520.02.1985 р.              |
| 10. | 131         | Слов’янське поселення              |                      | с. Журавне       | VI-VII ст. ст. н.е.             | 1982 р.                      | к. і. н. П. І. Хавлюк   | № 7520.02.1985 р.              |
| 11. | 29          | Поселення зарубинецької культури   |                      | с. Залужне       | ІІ ст. до н.е.                  | 1986 р.                      | к. і. н. П. І. Хавлюк   | №11320.05.1988 р.              |
| 12. | 77          | Поселення трипільської культури    |                      | с. Залужне       | ІІІ тис. до н.е.                | 1986 р.                      | к. і. н. П. І. Хавлюк   | №22726.06.1987 р.              |
| 13. | 132         | Скіфське городище                  |                      | с. Кам’янка      | VII-III ст. ст. до н.е.         | 1982 р.                      | В.Д. Гопак              | № 7520.02.1985 р.              |
| 14. | 78          | Поселення трипільської культури    |                      | с. Кільянівка    | ІІІ тис. до н.е.                | 1986 р.                      | к. і. н.П.І. Хавлюк     | №22726.06.1987 р.              |
| 15. | 79          | Поселення зарубинецької культури   |                      | с. Кільянівка    | ІІ ст. до н.е., II ст. ст. н.е. | 1986 р.                      | к. і. н.П.І. Хавлюк     | №22726.06.1987 р.              |
| 16. | 80          | Поселення трипільської культури    |                      | с. Кусиківці     | ІІІ тис. до н.е.                | 1986 р.                      | к. і. н.П.І. Хавлюк     | №22726.06.1987 р.              |
| 17. | 81          | Слов’янське поселення              |                      | с. Кусиківці     | V-VI ст. ст. н. е.              | 1986 р.                      | к. і. н.П.І. Хавлюк     | №22726.06.1987 р.              |
| 18. | 133         | Поселення трипільської культури    |                      | с. Лісне         | ІІІ-IV тис. до н.е.             | 1982 р.                      | к. і. н.П.І. Хавлюк     | № 7520.02.1985 р.              |
| 19. | 134         | Поселення трипільської культури    |                      | с. Миколаївка    | ІІІ-IV тис. до н.е.             | 1982 р.                      | В.Д. Гопак              | № 7520.02.1985 р.              |
| 20. | 135         | Поселення трипільської культури    |                      | с. Миколаївка    | ІІІ-IV тис. до н.е.             | 1982 р.                      | В. Д. Гопак             | № 7520.02.1985 р.              |
| 21. | 125         | Слов’янське поселення              |                      | с. Олександрівка | VIII-IX ст. ст. н.е.            | 1982 р.                      | к. і. н.П.І. Хавлюк     | № 7520.02.1985 р.              |
| 22. | 126         | Слов’янське поселення              |                      | с. Олександрівка | VI-VII ст. ст. н.е.             | 1982 р.                      | к. і. н.П.І. Хавлюк     | № 7520.02.1985 р.              |
| 23. | 136         | Поселення білогрудівської культури |                      | с. Пеньківка     | XI-IX ст. ст. до н. е.          | 1982 р.                      | В. Д. Гопак             | № 7520.02.1985 р.              |
| 24. | 137         | Поселення білогрудівської культури |                      | с. Пеньківка     | XI-IX ст. ст. до н. е.          | 1982 р.                      | В. Д. Гопак             | № 7520.02.1985 р.              |
| 25. | 493         | Слов’янське городище               |                      | с. Сосни         | X-XI ст. ст. н. е.              | 1969 р.                      | к. і. н.П.І. Хавлюк     | №31310.06.1971 р.              |
| 26. | 1011        | Скіфське городище                  |                      | с. Уладівка      | VII-VI ст.ст. до н.е.           | кін. XIX ст.                 | археолог Є. Сецинсь-кий | №31310.06.1971 р.              |
| 27. | 138         | Поселення зарубинецької культури   |                      | с. Уладівка      | ІІ ст. до н.е., II ст. н.е.     | 1981 р.                      | В. Д. Гопак             | № 7520.02.1985 р.              |
| 28. | 139         | Слов’янське поселення              |                      | с. Уладівка      | XI-XII ст. ст. н. е.            | 1981 р.                      | В. Д. Гопак             | № 7520.02.1985 р.              |
|     |             |                                    |                      |                  |                                 |                              |                         |                                |

## Джерело
- Пам'ятки Вінницької області